# Eleuterio Fernández Huidobro
Eleuterio Fernandez Huidobro (Montevidéu, 14 de março de 1942 - Montevidéu, 5 de agosto de 2016) foi um político, jornalista e escritor uruguaio. Ele era popularmente conhecido como "El Ñato". 

## Biografia
Um ex-membro do MLN-T (Tupamaros), ele estava na prisão durante a ditadura militar (1973-1985).
Ele era o ministro da Defesa.
Morreu em 5 de agosto de 2016, aos 74 anos. 